# قانون المطبوعات والنشر الفلسطيني
قانون المطبوعات والنشر الفلسطيني هو أحد أوائل القوانين التي أصدرتها السلطة الفلسطينية بعيد تأسيسها عام 1995م ورقمه 9. يحتوي على 51 مادة تعالج العمل الصحفي المكتوب ونشر وتوزيع المطبوعات على أنواعها. وهو القانون الوحيد الناظم للعمل الإعلامي في أراضي السلطة الفلسطينية، في ظل عدم وجود قانون للإعلام المرئي والمسموع، وإعلام الإنترنت.
حاولت عدة مؤسسات حقوقية وبحثية الضغط باتجاه تعديل أو إلغاء القانون دون نجاح، علمًا أنه يتيح حبس الصحفيين ويستعمل مصطلحات غير معرفة تعريفا اجرائيا مثل الموضوعية والحياد. وتعتبر مؤسسات دولية معنية بحرية الرأي والتعبير القانون مقيدا للحريات العامة.